# Opuštěný mezi námi
Opuštěný mezi námi (v anglickém originále Lonely Among Us) je jedna z epizod první sezóny seriálu Star Trek: Nová generace, která byla v České republice při své premiéře odvysílána jako osmá v pořadí, zatímco ve Spojených státech jako sedmá.

## Příběh
Hvězdná loď USS Enterprise D je na své další misi. Míří k planetě Parliament a přepravuje delegáty dvou znepřátelených planet v systému Beta Renner. Náhle se před lodí objeví zvláštní pásmo energie. Loď jím proletí, ale brzy se tato energie začne objevovat na palubě. Nejdříve zasáhne Worfa, a poté i doktorku Crusherovou, která jej ošetřuje. Doktorka se začne chovat podivně, zamíří na můstek, kde se vyptává na systémy navigace lodi. O chvíli později si na to již doktorka nemůže vůbec vzpomenout. Energetická bytost se již mezitím dostala do lodních systémů.
Na lodi se začínají objevovat různé poruchy. Kapitán Picard nařídí zástupci šéfinženýra, aby věc prošetřil. Šéfinženýrův zástupce je později stejnou energií usmrcen. Picard nařídí smrt prošetřit, míní, že delegáti znepřátelených planet jsou v ohrožení života. Vyšetřování se ujme Dat, který přitom svým chováním a oblekem imituje detektiva Sherlocka Holmese. Poradkyně Troi se snaží obnovit paměť u Worfa a doktorky Crusherová pomocí hypnózy. Energetická bytost vstoupí do kapitána. Zbytek posádky má podezření na jeho zvláštní chování, protože přikáže letět zpátky k energetickému pásmu. Všechny systémy lodi jsou náhle v pořádku. Kapitán Picard dostane nařízeno, aby se podrobil lékařské prohlídce, ale odmítá.
Když se loď přiblíží k energetickému pásmu, Picard všem oznámí, že při prvním průletu pásmem narazili na jednu cizí bytost, a ta se nyní zhmotnila v něm. Pod vlivem bytosti se chce kapitán přepravit do pásma. Ostatní se jej pokouší zadržet, a tak je zastaví výboji energie. Spojení s bytostí se nezdařilo, i když se kapitán transportoval z lodi. Troi stále cítí na lodi jeho přítomnost. Kapitán všem dává znamení signály na navigačním panelu. Datovi se pak podaří oddělit kapitána od cizí bytosti a materializovat jej zpátky na loď. Transport dopadne úspěšně a kapitán je v pořádku, ale na bytost si nepamatuje. Bytost zmizela a Enterprise může pokračovat v cestě na Parliament.